# Pfarrkirche Stubenberg am See

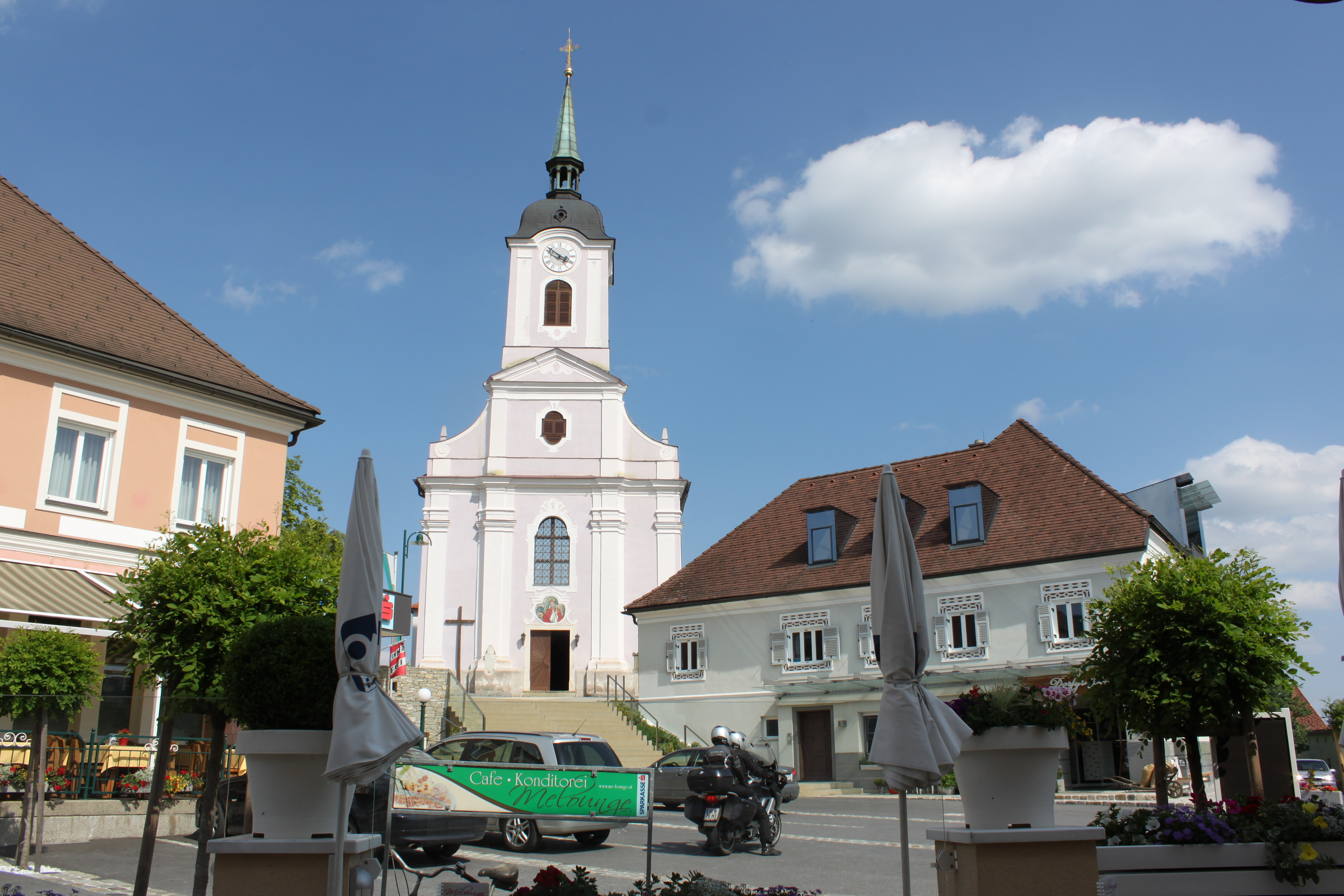
Pfarrkirche hl. Nikolaus

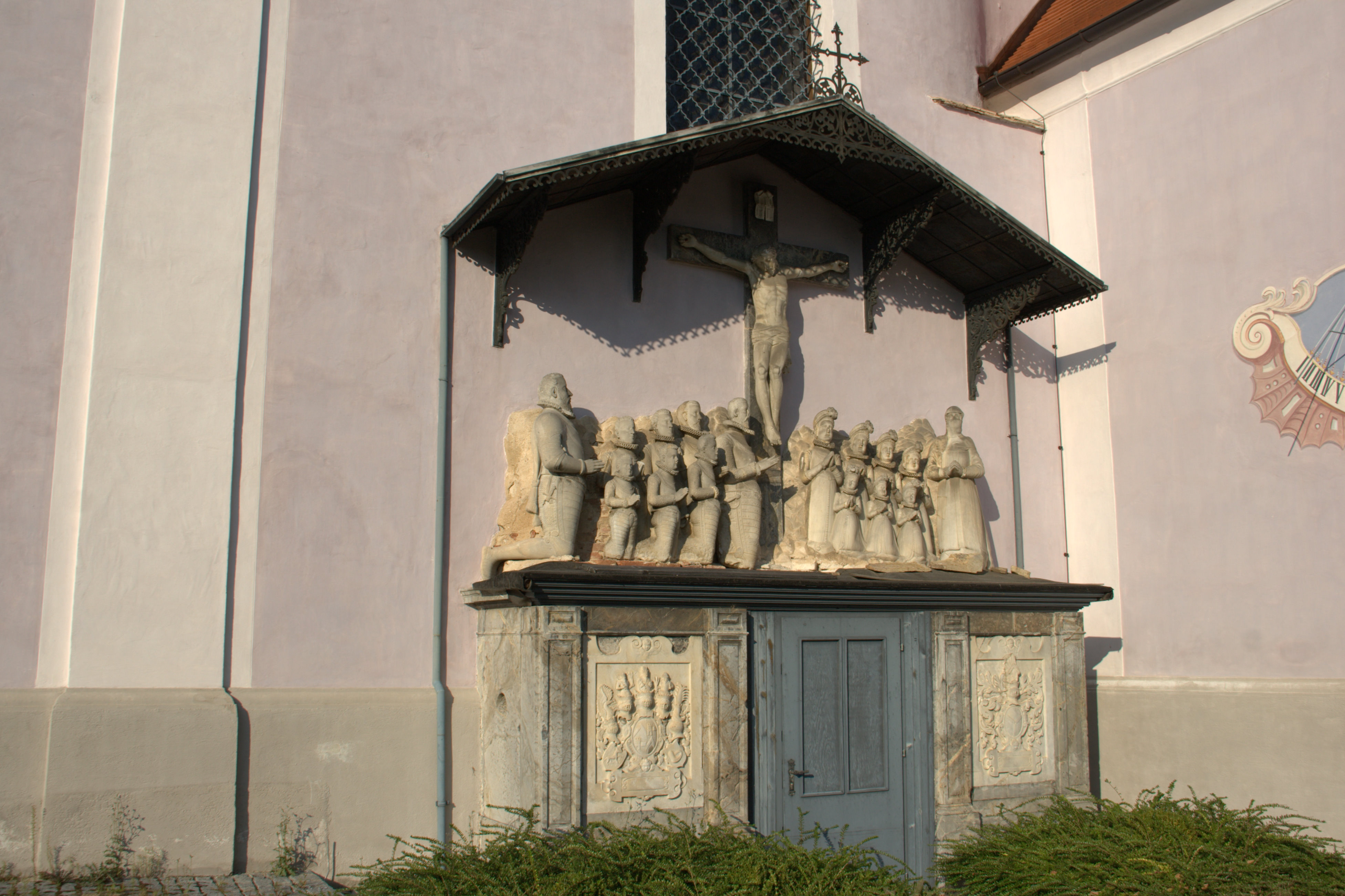
Epitaph Herberstein

Die römisch-katholische Pfarrkirche Stubenberg am See steht im Ortszentrum von Stubenberg am See in der Gemeinde Stubenberg in der Steiermark. Die Pfarrkirche hl. Nikolaus gehört zum Dekanat Gleisdorf in der Diözese Graz-Seckau. Das Kirchengebäude steht unter Denkmalschutz (Listeneintrag).

## Geschichte
Urkundlich wurde 1217 erstmals eine Kirche genannt. Der Sakralbau wurde von 1760 bis 1766 wahrscheinlich unter dem Baumeister Josef Hueber neu erbaut. 1972 gab es eine Innenrestaurierung.

## Architektur
Das zweijochige Langhaus ist mit einem Platzlgewölbe auf einschwingenden Wandpfeilern überwölbt. Der eingezogene einjochige Chor hat einen Halbkreisschluss. Nordseitig ist eine quadratische Kapelle angebaut, südseitig eine Sakristei mit Oratorium. Die Westempore hat eine vorgewölbte Brüstung, während die Einturmfassade im Westen einen leicht vortretenden Mittelteil und eine Pilastergliederung aufweist.
Ein Epitaph Herberstein aus dem 3. Viertel des 16. Jahrhunderts wurde 1856 aus dem Kircheninneren an die Südfront, zum Zugang der Herbersteingruft übertragen. Es besteht aus einem fast lebensgroßen Kruzifix und seitlich knienden acht männlichen und acht weiblichen Figuren in Rüstung bzw. Kostüm. An den Chorschluss wurde 1911 die Gruft der Marchese Tacoli angebaut.
Der Pfarrhof wurde von 1734 bis 1736 erbaut.

## Ausstattung

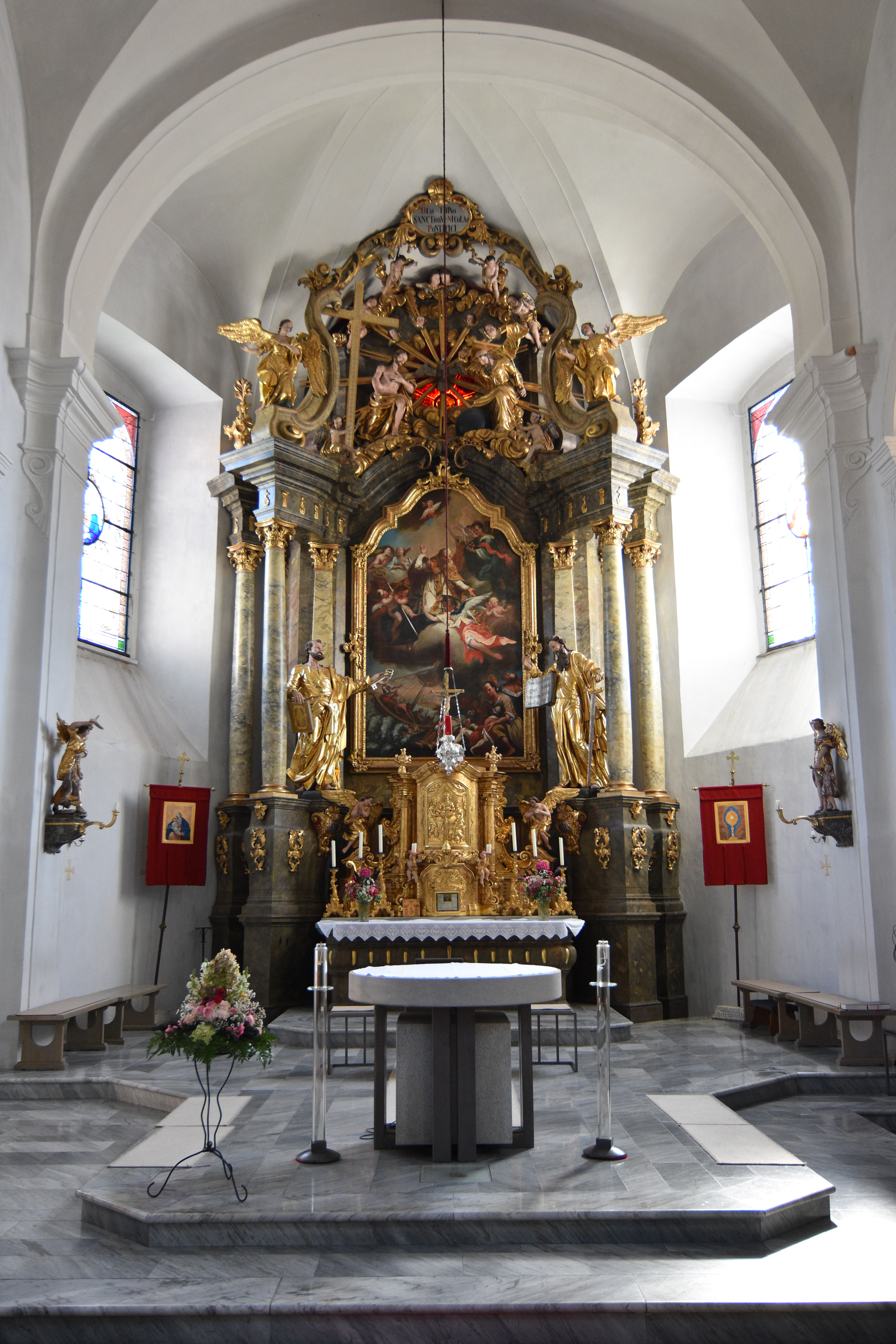
Der Altarraum

Die spätbarocke Einrichtung aus dem 3. Viertel des 18. Jahrhunderts wurde 1957 restauriert. Das Altarblatt Mariä Himmelfahrt gestaltete 1724 der Maler Johann Cyriak Hackhofer in Vorau.